# 瑟伦
瑟伦是德国石勒苏益格－荷尔斯泰因州的一个市镇。总面积6.51平方公里，总人口197人，其中男性89人，女性108人（2011年12月31日），人口密度30人/平方公里。